# Ибн-Габироль (улица)
Ибн Габиро́ль (в разговорном произношении Ибн Гвироль, ивр. רחוב אבן גבירול‎) — улица в Тель-Авиве.
Улица названа в честь еврейского поэта Соломона Ибн Габироля. Одна из главных улиц города.
Ибн-Габироль соединяет север и юг города, пересекая улицы Марморек, Ласков, Карлебах и Иегуда Галеви, проходит вдоль площади Рабина и парка Ха-Яркон, а на севере — с улицей Шмуэля Йосефа Агнона.
На улице также расположен Муниципалитет Тель-Авива.
Является границей между старой застройкой 30-40-х гг. XX века и более поздней застройкой после 1948 года.
Помимо транспортной магистрали известна как место проведения различных парадов и шествий. Пересекается с улицами Дизенгоф, Каплан, Ха-Невиим (Пророков), Шауль Ха-Мелех (царя Саула), бульваром Давид Ха-Мелех, Арлозоров, Жаботински, Базель. Проходит вдоль площадей: Рабина, М. Фрухтер, Милан.
Многие здания построены в 50-60-е гг., много магазинов и офисов, в частности офис компании Илия, дом Валла, Башня "ха-меа" (дом 124), муниципалитет, торговый центр London Ministores, дом культуры Сионистской организации Америки, Кирьят—Меир, театр Гат.
- London Ministores
- Киръят - Меир
- Театр Гат
- Hame'ah Tower